# Familia Walton

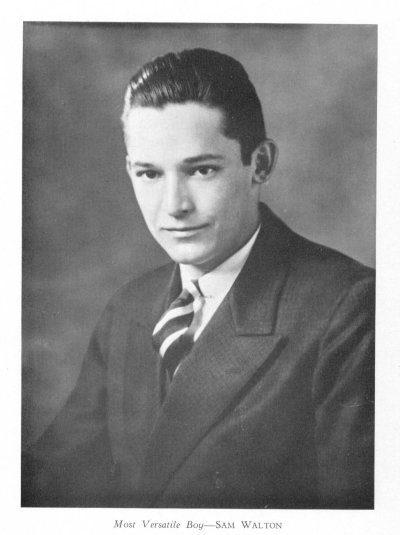
Sam Walton, fundador de Walmart

La familia Walton es una familia estadounidense cuya fortuna colectiva la sitúa entre las familias más ricas del mundo. La mayoría de su riqueza deriva del patrimonio de Bud y Sam Walton, quienes fueron los cofundadores de la cadena minorista más grande del mundo, Walmart. Los tres miembros vivos más prominentes (Jim, Rob y Alice) han formado parte de las diez personas más ricas según Forbes 400 desde el año 2001, al igual que lo fueron John (fallecido en 2005) y Helen (fallecida en 2007) anteriormente. Christy Walton reemplazó a su marido John después de la muerte de éste.
Actualmente tienen muchos familiares sin ser reconocidos mundialmente y viven en el anonimato por todo el mundo. 
En diciembre de 2014, los Walton en conjunto poseían el 50.8 por ciento de la compañía, lo que equivalía a una fortuna de aproximadamente 149.000 millones de USD.

## Fortuna familiar
Según la revista Forbes, la fortuna familiar se repartía a fecha de 26 de abril de 2017 de la siguiente manera:
- Jim Walton $36.8 mil millones[7]
- S. Robson Walton $36.8 mil millones[8]
- Alice Walton $36.6 mil millones[9]
- Lukas Walton $12 mil millones[10]
- Ann Walton Kroenke $6.4 mil millones[11]
- Christy Walton $5.8 mil millones
- Nancy Walton Laurie $4.6 mil millones[12]